# Cicendie filiforme
Cicendia filiformis
Espèce
La Cicendie filiforme (Cicendia filiformis) est une espèce de petites plantes annuelles de la famille des Gentianacées.